# Buachaille Etive Mòr

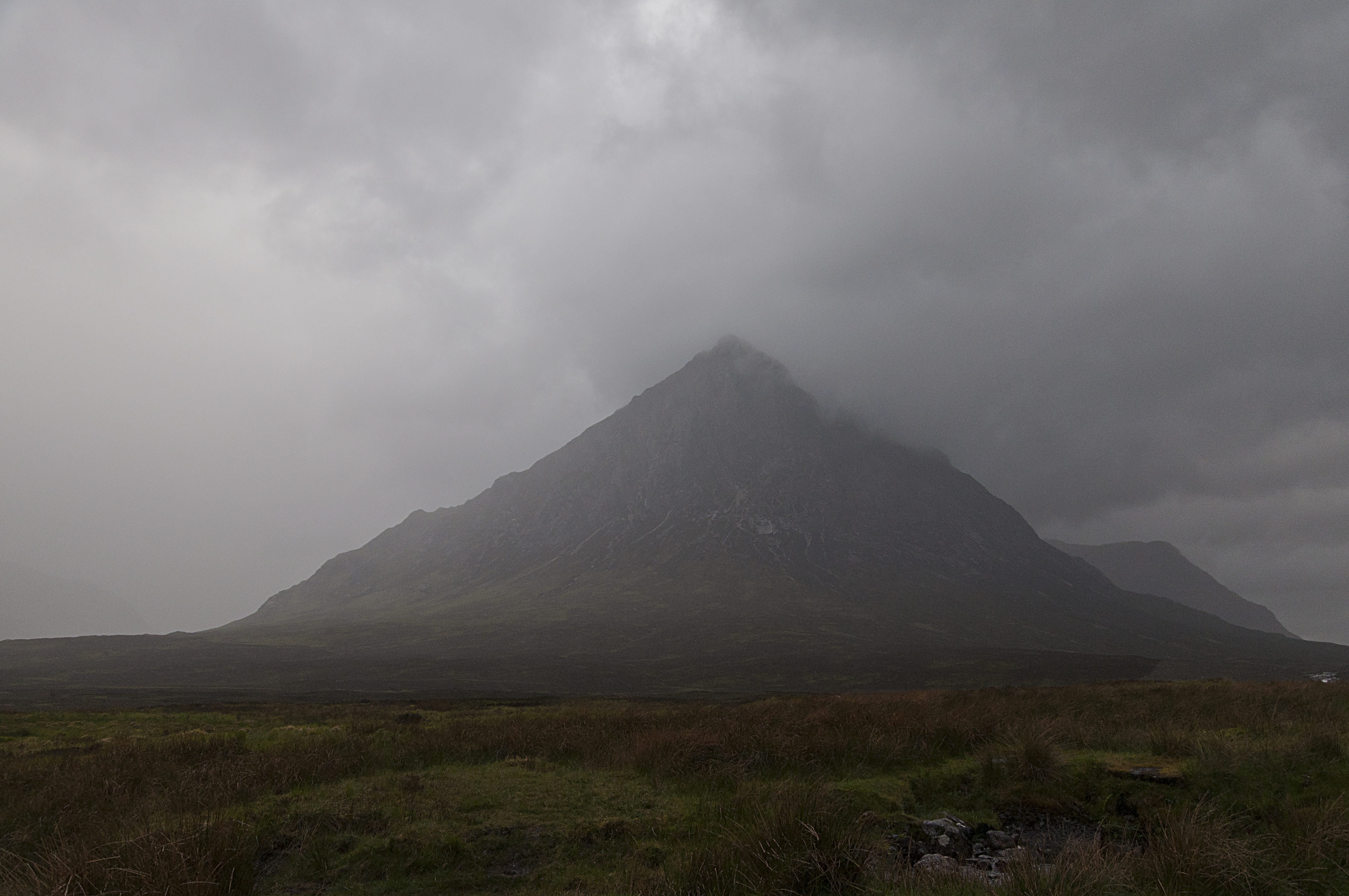
Buachaille Etive Mòr

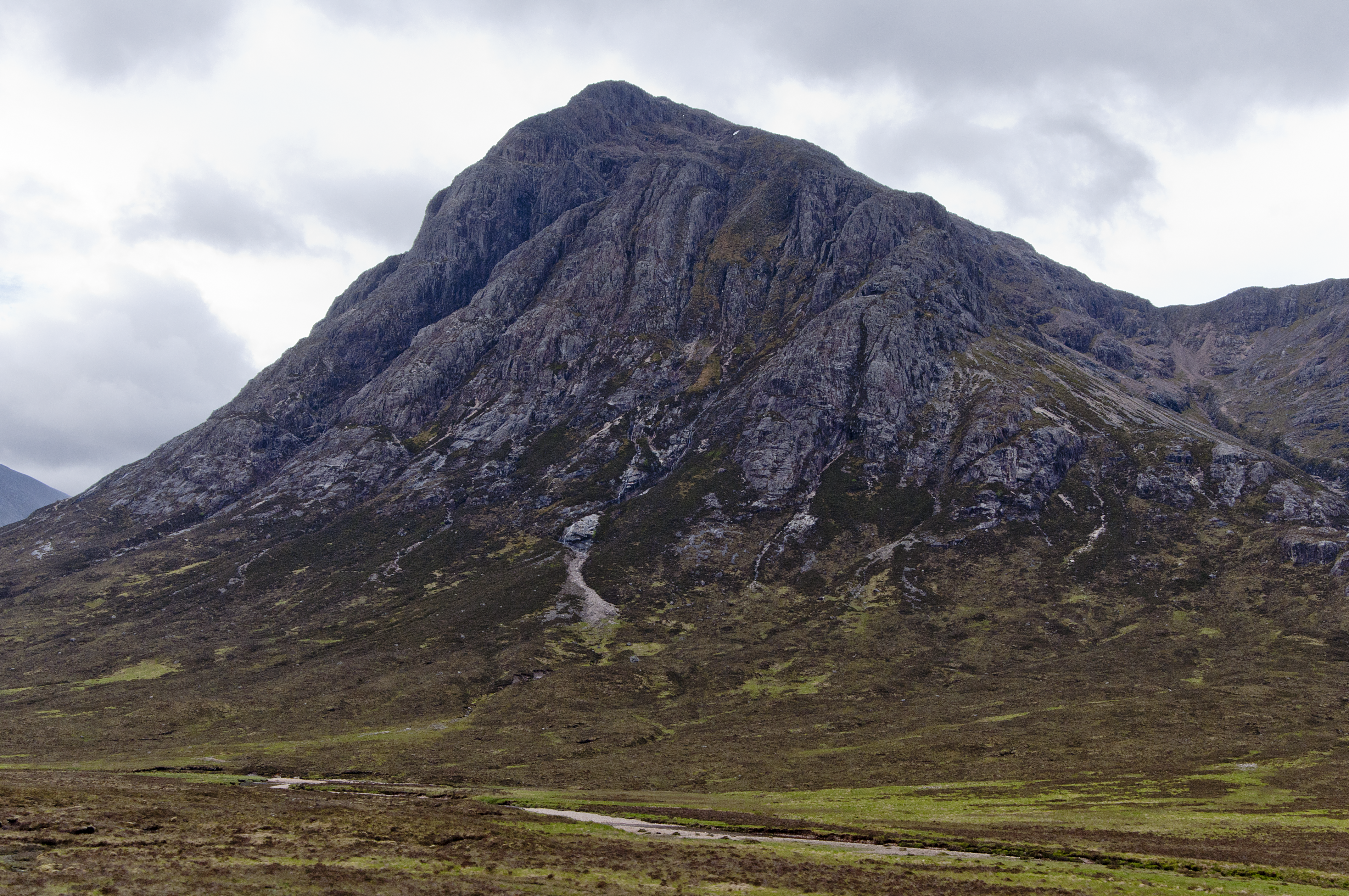
Buachaille Etive Mòr vanaf een westelijker standpunt

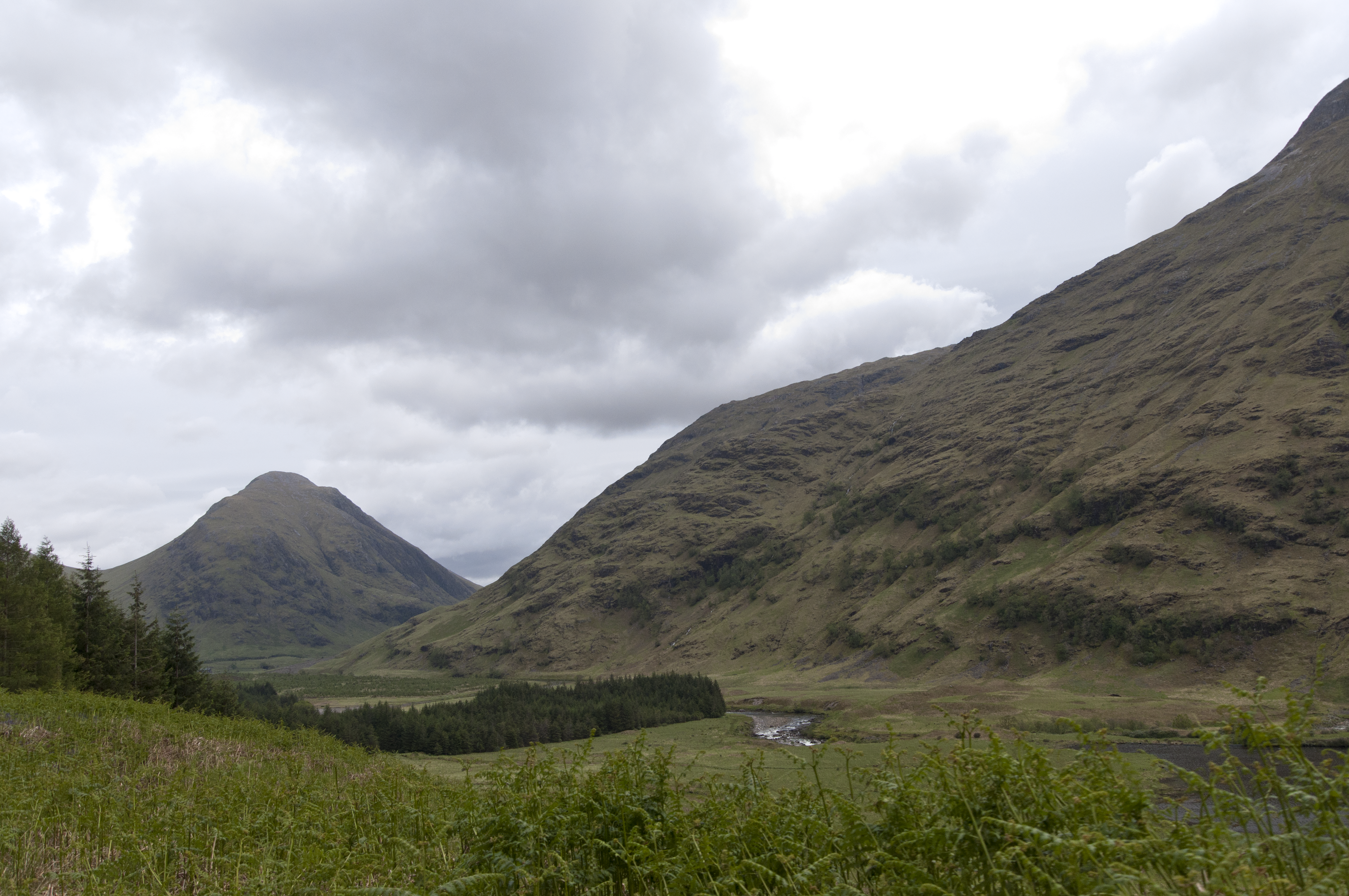
Buachaille Etive Mòr (links) vanaf Glen Etive

De Buachaille Etive Mòr (Nederlands: Grote Herder van Etive) is een bergmassief aan de oostelijke zijde van de Schotse vallei Glen Coe. Hij is bereikbaar via een single track road vanaf de A82 die in zuidwestelijke richting via Glen Etive naar Loch Etive leidt.
Buachaille Etive Mòr toont vanaf de A82 zijn eerste munro, de Stob Dearg (Nederlands: Rode Piek), 1022 m hoog. Stob Dearg heeft een prominente plaats in de vroege geschiedenis van de klimsport in Schotland. De oostelijke zijde werd voor het eerst in 1894 beklommen. Ze bestaat bijna volledig uit ryoliet. De klim naar Devil's Cauldron staat gecatalogeerd als zeer moeilijk en is een van de meest uitdagende in Groot-Brittannië.
De richel wordt gevormd door drie andere toppen: van noordoost naar zuidwest zijn dat de Stob na Doire (1011 m), Stob Coire Altruim (941 m) en Stob na Bròige (956 m). Stob na Bròige is ook een Munro die deze status pas in 1997 van de Scottish Mountaineering Club ontving.